# Орфинский, Вячеслав Петрович
Вячесла́в Петро́вич Орфи́нский (29 апреля 1929, Петрозаводск — 2 сентября 2024) — архитектор, учёный, педагог, публицист, видный специалист в области изучения народного деревянного зодчества Русского Севера и основатель нового научного направления — этноархитектуроведения, доктор архитектуры, профессор, академик РААСН, директор Научно-исследовательского института историко-теоретических проблем народного зодчества Института лесных, горных и строительных наук Петрозаводского государственного университета.

## Биография
Родился в 1929 году в г. Петрозаводске.
В 1948 году окончил Петрозаводский архитектурный техникум.
Начиная с 1950 года Вячеслав Орфинский — постоянный участник и организатор историко-архитектурных экспедиций, в результате которых было проведено детальное обследование деревянного зодчества Карелии и ряда районов Архангельской, Вологодской, Ленинградской, Мурманской, Новгородской, Тверской, Томской областей и республики Коми, а также зондажные обследования на территории Восточного Финнмарка (Норвегия) и Финской Лапландии.
В 1954 году окончил Московский архитектурный институт.
В 1971 году защитил кандидатскую диссертацию на тему «Деревянное гражданское зодчество карельского народа».
Профессиональную деятельность начал в проектном институте «Карелгражданпроект» (1954—1970) и продолжил её в Петрозаводском государственном университете, где в 1972 году организовал кафедру архитектуры.
В 1962—1975 годах — председатель Карельского отделения Союза архитекторов РСФСР.
С 1970 года преподавал в Петрозаводском государственном университете на кафедре конструкций и архитектуры, на кафедре архитектуры и графики.
В 1975 году защитил докторскую диссертацию на тему «Деревянное зодчество Карелии: генезис, эволюция, национальные особенности».
С 1997 года — директор НИИ проблем народного зодчества Петрозаводского госуниверситета.
В 1996 году возглавил лабораторию по изучению деревянного зодчества, реорганизованную в 1997 году в филиал НИИТАГ РААСН при ПетрГУ — НИИ историко-теоретических проблем народного зодчества (НИИНаЗ). НИИНаЗ стал в Республике Карелия неформальным центром междисциплинарных исследований традиционной народной культуры. С того же года Вячеслав Орфинский возглавляет ежегодно проводимые комплексные экспедиции по изучению народной культуры Карелии и сопредельных территорий.
Создатель научного направления на стыке архитектуры и этнографии — этноархитектуроведения.
В 1960-х годы — один из создателей школы народной гребли в Петрозаводске. Гребцы секции гребли при Карелпроекте под руководством Орфинского неоднократно становились чемпионами Карелии, участвовали в Спартакиадах народов СССР, им был подготовлен ряд спортсменов-перворазрядников. В 1950-е годы Вячеслав Орфинский являлся заместителем совета физкультуры при Карелпроекте, а также будучи спортсменом-разрядником руководил шахматным кружком учреждения.
Умер 2 сентября 2024 года в возрасте 95 лет.
Похоронен на Сулажгорском кладбище Петрозаводска.

## Награды и звания
Награждён медалью ордена «За заслуги перед Отечеством 2 степени» (1997). Заслуженный деятель науки Карельской АССР (1989), лауреат Государственных премий Карельской АССР (1984, 1988) и Республики Карелия (2006), почётный работник высшего профессионального образования Российской Федерации (2004), почётный член ВООПИиК, Почётный гражданин Петрозаводска (2014), Почётный гражданин Республики Карелия (2021).

### Статьи

#### На русском языке
- Деревянное зодчество Карелии. Л., 1972;
- Вековой спор. Типы планировки как этнический признак (на примере поселений Русского Севера) // Советская этнография. 1989. № 2;
- Загадки храмов Софии — Премудрости Божией // Архитектура в истории русской культуры. М., 1996;
- Народное деревянное культовое зодчество Российского Севера (истоки и импульсы развития) // Архитектурное наследство. М., 1996. Вып. 41; * К вопросу о типологии этнокультурных контактов в сфере архитектуры (на примере Российского Севера) // Фольклорная культура и её межэтнические связи в комплексном освещении. Петрозаводск, 1997;
- Село Суйсарь: история, быт, культура. Петрозаводск, 1997 (в соавт.);
- Некрокультовые сооружения Российского Севера в контексте христианско-языческого синкретизма // Народное зодчество. Петрозаводск, 1998.
- Логика красоты //Карелия, 1982
- Закономерности развития архитектуры // Стройиздат, 1987
- В.П. Орфинский, И.Е. Гришина, А.Ю. Косенков, А.В. Орлов. Часовни в заонежских урочищах Масельга и Красная Сельга - памятники исчезнувшим деревням // Научный электронный журнал «CARELICA» : статья. — Петрозаводск: Петрозаводский государственный университет,НИИ историко-теоретических проблем народного зодчества, 2017. — № 1. — С. 1—13. — ISSN 2310-6476.
- В.П. Орфинский, И.Е. Гришина, А.Ю. Косенков, А.В. Орлов. Традиционные крестьянские хлева-сеновалы южной Карелии // Научный электронный журнал «CARELICA» : Статья. — Петрозаводск: Петрозаводский государственный университет,НИИ историко-теоретических проблем народного зодчества;, 2017. — № 1. — С. 14—23. — ISSN 2310-6476.
- И.Е. Гришина, А.Ю. Косенков, В.П. Орфинский. Графическая реконструкция заонежского дома-кошеля в деревне Сычи // Научный электронный журнал «CARELICA» : статья. — Петрозаводск: Петрозаводский государственный университет,НИИ историко-теоретических проблем народного зодчества, 2016. — № 1. — С. 87—95. — ISSN 2310-6476.

#### На иностранных языках
- V.P. Orfinskiy, I.E. Grishina, V.A. Kozlov, M.V. Kisternaya, A.Yu. Kosenkov. The story of building a historic chapel as told by its timber (англ.) // Journal of Architectural Conservation. — United Kingdom, 2016. — P. 1—17. — ISSN 2326-6384.

## Семья
- Супруга — Орфинская Раиса Ивановна (Полякова) (1931 г. р.)
- Дочь — Орфинская Ольга Вячеславовна (1958 г. р.), историк, кандидат исторических наук
- Сын — Орфинский Андрей Вячеславович (1956 г. р.), инженер кафедры технологии, изобразительного искусства и дизайна института педагогики и психологии Петрозаводского государственного университета[11]